# Franz Fiala
Franz Fiala (* 14. April 1861 in Brünn; † 28. Jänner 1898 in Sarajewo) war ein österreichischer Chemiker, Prähistoriker und Botaniker. Sein botanisches Autorenkürzel lautet „Fiala“.

## Leben
Franz Fiala studierte an der Deutschen Technischen Hochschule Brünn Chemie. 1881 wurde er im Corps Marchia Brünn recipiert. Nach Abschluss des Studiums trat er 1886 eine Stellung als Chemiker im chemischen Labor der Tabakregie in Sarajewo an. 1892 wechselte er als Kustos-Adjunkt an das dortige Landesmuseum, zu dessen Kustos er 1896 ernannt wurde. 1898 verstarb er im Alter von 36 Jahren.
Seine Arbeiten gelten der Vorgeschichte Bosniens und der Herzegowina. Auf dem Glasinać führte er prähistorische Grabungen durch, erschloss die Pfahlbauten bei Ripać und die neolithische Siedlung von Butmir bei Ilidža. Als Botaniker erarbeitete er Beiträge zur Floristik Bosniens und der Herzegowina.

## Schriften
- Прилози археологији Босне и Херцеговине. In: Glasnik Zemaljskog Muzeja u Bosni i Hercegovini. Jg. 1, 1889, S. 145–159, (Archäologische Beiträge).
- Прилози Флори Босне и Херцеговине. In: Glasnik Zemaljskog Muzeja u Bosni i Hercegovini. Jg. 2, Nr. 3, 1890, S. 309–315, (Botanische Beiträge).
- Die Ergebnisse der Untersuchung prähistorischer Grabhügel auf dem Glasinac. In: Wissenschaftliche Mittheilungen aus Bosnien und der Herzegowina. Bd. 1, 1893, S. 126–168; Bd. 3, 1895, S. 3–38; Bd. 4, 1896, S. 3–32; Bd. 5, 1897, S. 3–28; Bd. 6, 1899, S. 8–32.
- Die prähistorische Ansiedlung auf dem Debelo brdo bei Sarajevo. In: Wissenschaftliche Mittheilungen aus Bosnien und der Herzegowina. Bd. 4, 1896, S. 38–72.
- Das Flachgräberfeld und die prähistorische Ansiedlung in Sanskimost. In: Wissenschaftliche Mittheilungen aus Bosnien und der Herzegowina. Bd. 6, 1899, S. 62–128.
- Beiträge zur Flora Bosniens und der Herzegowina. In: Wissenschaftliche Mittheilungen aus Bosnien und der Herzegowina. Bd. 6, 1899, S. 719–743.